# Erioptera brahma
Erioptera brahma är en tvåvingeart som beskrevs av Alexander 1966. Erioptera brahma ingår i släktet Erioptera och familjen småharkrankar. Inga underarter finns listade i Catalogue of Life.